# Embratel
Die Empresa Brasileira de Telecomunicações, kurz Embratel, ist ein brasilianisches Telekommunikationsunternehmen mit Sitz in Rio de Janeiro. Es gehört der Claro Company an, die Teil von América Móvil ist.

## Geschichte
Embratel wurde im September 1965 als Tochtergesellschaft des Telekommunikationsmonopol der Telebrás gegründet. Während des Zerfalls der Telebrás im Jahr 1998 kaufte das US-amerikanische Unternehmen MCI Communications die Embratel für 2,65 Milliarden Real. Nachdem MSI Communications 2003 bankrottging, übernahm der mexikanische Telekommunikationsgigant América Móvil das Unternehmen.
Die Embratel ist einer der größten Kommunikationsanbieter in Brasilien. Sie besitzt mehrere Glasfasernetzwerke und eine Satellitenflotte bestehend aus fünf geostationären Kommunikationssatelliten, welche von der Tochterfirma Star One betrieben werden. Des Weiteren gehören ihr Teile von vier Seeglasfaserverbindungen: UNISUR, Americas-II, Atlantis-2 und Columbus III. 
Embratel war an der BM&FBovespa angeschrieben.

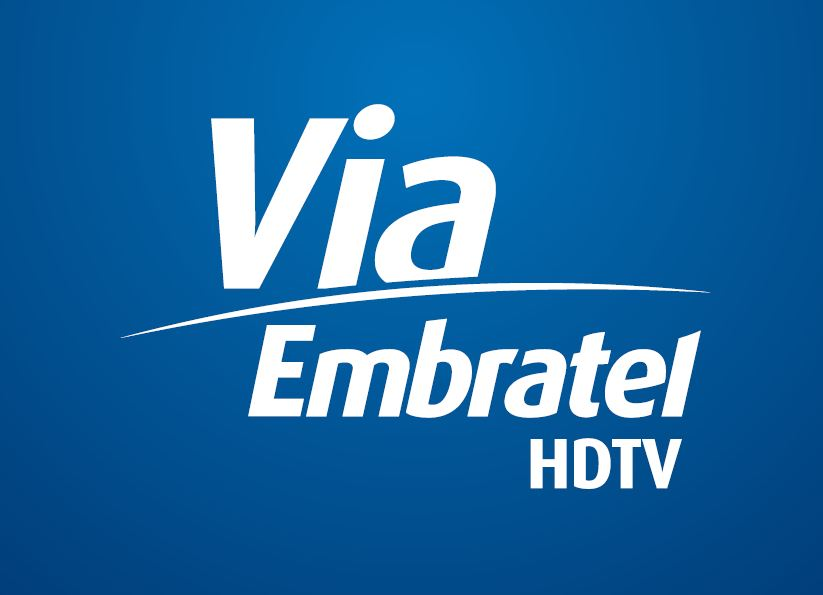
Logo der Via Embratel

Im Jahr 2008 startete Embratel sein Pay-TV-Angebot namens Via Embratel. Es nutzt die Ku-Band-Transponderkapazität des geostationären Kommunikationssatelliten Star One C2. Der Betreiber hierfür ist Claro TV.